# Waiting (chanson de Green Day)
Singles de Green Day
Warning
(2000) Macy's Day Parade
(2001)
Waiting est une chanson du groupe punk américain Green Day et le troisième single extrait de leur sixième album, Warning:, paru en 2000. La chanson est sortie en single en 2001.

## Liste des chansons
CD
1. Waiting
2. Macy's Day Parade (live)
3. Basket Case (live)
4. Waiting (vidéo)

Version allemande
1. Waiting - 3:13
2. She (live in Japan) - 2:32
3. F.O.D. (live in Japan) - 3:07

Vinyle 7"
A. Waiting
B. Maria (version originale)